# Emilio Segrè
Emilio Gino Segrè (n. 1 februarie 1905, Tivoli, Lazio, Regatul Italiei – d. 22 aprilie 1989, Lafayette⁠(d), California, SUA) a fost un fizician italian, unul din oamenii importanți ai Proiectului Manhattan și laureat al Premiului Nobel pentru Fizică în 1959, împreună cu Owen Chamberlain, pentru descoperirea antiprotonului.

## Biografie

### Educație
S-a născut în sânul unei familii de evrei sefarzi în 1905. Și-a început studiile la Tivoli, localitatea natală, apoi a urmat Liceul Mamiani la Roma. În 1922 s-a înscris la Facultatea de Inginerie a Universității "La Sapienza" din Roma, iar în 1927 s-a transferat la Facultatea de Fizică din cadrul aceleiași universități. După un an, în 1928, a obținut licența în fizică sub îndrumarea profesorului Enrico Fermi.
După ce, între 1928 și 1929 a efectuat serviciul militar, s-a angajat în 1929 pe post de asistent la Universitatea "La Sapienza". La scurt timp, în 1930, a obținut o bursă a Fundației Rockefeller pentru a lucra cu profesorul Otto Stern la Hamburg și apoi cu profesorul Pieter Zeeman la Amsterdam. Reîntors în Italia în 1932, a fost numit profesor asistent la Universitatea "La Sapienza" având ocazia să colaboreze din nou cu profesorul Enrico Fermi și ceilalți fizicieni din grupul din Via Panisperna.
După colaborarea cu Fermi la descoperirea radioactivității artificiale provocate de neutronii lenți, s-a dedicat studiilor de radiochimie. În 1936 a fost numit director al Laboratorului de Fizică al Universității din Palermo unde a rămas până în 1938. În 1937 a reușit pentru prima dată, împreună cu profesorul Perrier, sa obțină technețiul prin bombardarea molibdenului cu neutroni.

### Statele Unite ale Americii
A emigrat în Statele Unite datorită legilor rasiale promulgate în Italia în 1938, după modelul german. Acolo și-a continuat activitatea de cercetare la Universitatea Berkeley din California. Împreună cu Dale R. Corson și Kenneth Ross MacKenzie, a descoperit elementul astatin, iar în colaborare cu Joseph H. Kennedy, Glenn T. Seaborg, și Arthur Wahl, izotopul plutoniu-239 și proprietățile acestuia. În 1944 i s-a acordat cetățenia americană.
Între 1943 și 1946 a participat la proiectul Manhattan al Laboratorului Los Alamos de realizare a primei bombe atomice. În 1946 s-a reîntors la Universitatea Berkeley la postul de profesor, continuând studiile în domeniul fisiunii spontane și mai apoi în domeniul fizicii particulelor elementare.

### Identificarea antiprotonului
În 1955 împreună cu Owen Chamberlain, a reușit să producă și să identifice antiprotonul, rezultat care le-a adus celor doi Premiul Nobel pentru Fizică în 1959. A revenit în Italia în 1974, la catedra de fizică nucleară a Universității "La Sapienza". A murit pe 22 aprilie 1989 la Lafayette, California.